# Герман Вінклер
Ге́рман Ві́нклер (нім. Hermann Winkler; нар. 8 листопада 1888, Дрезден, Саксонське королівство, Німецька імперія — пом. 17 січня 1946, Миколаїв, Українська РСР, СРСР) — німецький генерал-лейтенант, військовий комендант міста Миколаєва під час його окупації у 1941—1944 роках. Співучасник і один з організаторів масового терору на окупованих територіях Миколаївської та Херсонської областях України.

## Біографія
Народився 8 листопада 1888 року в сім'ї Юлії Кауфманн і бізнесмена Курта Вінклера в місті Дрезден. 
17 березня 1908 року приєднався до Королівських саксів як кадет. Служив у 3-му піхотному полку короля Людвіга III Баварського № 102 а, де 4 листопада 1908 року йому присвоєно звання прапорщика, а згодом, 19 серпня 1909 року, — лейтенанта.
У 1913 році став ад'ютантом 3-го батальйону, з яким вийшов у похід на початку Першої світової війни. Здобувши звання старшого лейтенанта 1 грудня 1914 року, став командиром 7-ї роти. Отримавши звання капітана 21 грудня 1916 року, переведений до штабу 32-ї стрілецької дивізії, а 27 січня 1918 року — до Генерального штабу. 
6 червня 1918 року одружився з Маріаною Фортмюллер, в шлюбі з якою народилося троє синів. 
Після закінчення війни перейшов у добрововольчий корпус «Меркер» і став частиною прикордонного командування. Прийнятий до рейхсверу, 1 жовтня 1920 року був зарахований до штату Дрезденського армійського управління, а 26 лютого 1921 року направлений до міністерства рейхсверу. 1 жовтня 1924 року став начальником 16-ї роти 16-го піхотного полку, а 1 жовтня 1927 року знову переведений до міністерства рейхсверу, де 1 квітня 1928 року отримав звання майора.
1 вересня 1929 року назначений командиром 4-ї дивізії піхоти, 1 квітня 1932 року отримав звання підполковника, а 1 жовтня 1932 року переведений до штабу Швейдницької комендатури. 1 липня 1934 року отримав звання полковника, 1 жовтня 1934 року призначений командиром 4-го управління армії в Дрездені. З 1 квітня 1935 року призначений командиром Опельна, а вже за рік, 1 квітня 1936 року, — командиром Швейдниця. З 1 лютого 1937 року очолив 2-й центр психологічної експертизи.
1 червня 1940 року Вінклер отримав звання командира польового штабу № 748 в місті Ренн, а 1 липня 1941 — генерал-майора. 21 липня 1941 року став начальником 9-ї Служби перевірки на профпридатність і 8 червня 1942 року був переведений в командний резерв.

### Військовий комендант Миколаєва
З моменту зайняття німецькими військами міста Миколаєва 16 серпня 1941 року там почалися масові арешти та вбивства мирного населення, а також радянських військовополонених. Все це проводилося за заздалегідь розробленим планом німецького верховного командування.
30 червня 1942 року Вінклера призначено військовим комендантом міста Миколаїв райхкомісаріату Україна. Із його приходом терор в місті не зупинився. На суді Вінклер звинувався в руйнуванні будівель та викрадення мешканців міста на примусові оборонні роботи. У березні 1944 року Вінклер видав наказ про те, що всі громадяни, які чинили опір викраденню до Німеччини, прирівнюються до партизанів і підлягають розстрілу.
Вінклер був причетний до масового знищення радянських військовополонених в концентраційному наборі «Шталаг-364» і зокрема євреїв. За свідченнями оберштурмфюрера СС, начальника управління поліції безпеки і СД Миколаєва Ганса Занднера, військовому коменданту було добре відомо про існування домовленості між керівництвом вермахту та СС «про участь армії у виявленні серед військовополонених політпрацівників і євреїв і передачу їх до СД чи СС для розстрілу». На суді ж Вінклер намагався довести свою непричетність. Зокрема, підсудний зробив заяву про те, що «хоча я і знав про вкрай погане харчування військовополонених і епідемії, що лютували в таборі, однак для покращення становища було потрібно провести особливе обстеження табору».
За наказами Вінклера нищилися підприємства, установи, культурно-освітні заклади, а також житловий фонд Миколаєва, здебільшого вчинені окупантами у період свого відступу. Зокрема, були повністю знищені промислові підприємства міста, кораблебудівний і педагогічний інститути, фінансовий і залізничний технікуми, будинок обласного театру, приміщення багатьох шкіл, гуртожитків, кращі житлові споруди.
Примітно, що судовий процес над нацистами, серед яких був і сам Вінклер, проходив в обласному театрі імені Чкалова, наказ на знищення якого віддав сам військовий комендант.
11 вересня 1944 Вінклер став командиром 153-ї вишкільно-польової дивізії. Отримавши 20 квітня 1945 звання генерал-лейтенанта, наприкінці війни потрапив в американський полон, з якого влітку 1945 року був переданий СРСР.
Постав перед судом 10 січня 1946 року в рамках Миколаївського судового процесу разом з іншими 7 нацистами, яких звинувачували у військових злочинах. Серед них, зокрема, були начальник поліції безпеки і СД Миколаєва Ганс Занднер і начальник жандармського управління Миколаївської області Макс Людвіг Бютнер.

На останньому слові Вінклер засудив свої діяння, просив вибачення та, вже практично ні на що не розраховуючи, все ще сподівався уникнути страти:
«Я взяв на себе всю провину, навіть у тих питаннях, де мали вважати винними генерального комісара і керівника СС. Злочини, скоєні за моїми наказами, відбиті у наказах вищого керівництва і не є результатом усвідомленої злочинної ініціативи [...] Я, як старий солдат, відчуваю сором за все те, що зроблено нами. Ми — німці, бачили росіян тільки в такому світлі, в якому їх подавала німецька пропаганда. Мотивом цієї пропаганди була нікчемність і незначність російської людини [...] Я висловлюю свій глибокий жаль за всі ті прикрості, що були завдані вашій країні в результаті дій, вчинених нами [...] Я, засуджуючи свої діяння, прошу в радянського народу прощення за ті дії, що їх здійснила осліплена людина [...] Я вважаю, що необхідно, щоб, якщо у мене буде ця можливість, остання отрута нацизму була видалена із тіла німецького народу [...]»
17 січня 1946 року вироком суду засуджений до смертної кари через повішання. Вирок здійснено того ж числа на Базарній площі міста.

## Особисте життя
Дружина Германа Вінклера, Маріана Фортмюллер, з якою він одружився 6 червня 1918 року, народилася 6 березня 1898 року. Маріана була дочкою генерал-лейтенанта Августа Фортмюллера (1864—1942), який командував 241-ю саксонською піхотною дивізією.
Подружжя мало трьох синів: 1919, 1921 і 1924 року народження, двоє з яких загинули під час Другої світової війни. Середній син Вінклера, Крістіан (народився 24 липня 1921 у Берлін-Вільмерсдорфі), загинув у бою 7 січня 1945 у Вуковарі, служачи оберлейтенантом у 191-й штурмовій гарматній бригаді.

## Нагороди
- Залізний хрест:
  - 2-го класу;
  - 1-го класу (18 жовтня 1916).

- Орден Альберта (Саксонія):
  - лицарський хрест 2-го класу з мечами (6 жовтня 1914);
  - лицарський хрест 1-го класу з мечами (3 травня 1918).
- Орден «За військові заслуги» (Баварія), 4-го класу з мечами (14 грудня 1914);
- Орден Заслуг (Саксонія), лицарський хрест 1-го класу з мечами (24 травня 1916);
- Військовий орден Святого Генріха, лицарський хрест (10 грудня 1916);
- Почесний хрест ветерана війни з мечами;
- Медаль «За вислугу років у Вермахті» 4-го, 3-го, 2-го і 1-го класу (25 років; 2 жовтня 1936);
- Хрест Воєнних заслуг:
  - 2-го класу з мечами (20 квітня 1941);
  - 1-го класу з мечами (1 вересня 1942).
- Застібка до Залізного хреста:
  - 2-го класу (29 березня 1944);
  - 1-го класу (14 квітня 1944).
- Сертифікат Пошани Головнокомандувача Сухопутних військ Вермахту (15 лютого 1945).